# Vlag van Almere

Vlag van Almere

De vlag van Almere is ontworpen door het Openbaar Lichaam Zuidelijke IJsselmeerpolders (OL ZIJP)  in samenwerking met de ontwerper van het gemeentewapen, Gerlof Bontekoe. Vaststelling van de vlag geschiedde in 1982.

## Geschiedenis
Een eerder ontwerp werd afgewezen, nadat bekend was geworden dat de ontwerper een oorlogsverleden had.
De kleuren van de gemeentevlag van Almere, een eigen ontwerp van het OL ZIJP, zijn ontleend aan het wapen. Alleen is het zwart vervangen door geel, als een vertaling van de gouden achtergrond van het koggeschip in het hartschild van het wapen. 
De vlag heeft de streekkarakteristiek van het IJsselmeergebied. Dat wil zeggen een kruisvormig patroon, met wisselende kleurvlakken. Ook de vlagmodellen van de Wieringermeer, Noordoostpolder, Marken, Wieringen en Lelystad hebben dit patroon. 
De officiële beschrijving van de Almeerse vlag luidt als volgt:
“een broeking wit-blauw en een vlucht rood-geel, met in de bovenhals op het wit een zwart koggeschip met een blauw zeil, waarop een witte lelie en komende uit vier golven, gedwarsbalkt van vier stukken, wit en blauw, de gehele figuur gelijk aan 3/10 van de vlaghoogte”.